# Selška Sora
Glej tudi Sora, Poljanska Sora.
Sélška Sóra (tudi Selščica) je reka v zahodni Sloveniji, levi povirni pritok Sore, ki se v Škofji Loki združi s Poljansko Soro. Izvira nad vasjo Zgornja Sorica tik pod cesto proti Petrovemu Brdu, teče skozi vas proti jugu in jugovzhodu do sotočja z Zadnjo Soro, od tam naprej pa večinoma proti vzhodu mimo Zalega Loga in skozi Železnike. Pod mestom se dolina razširi in obrne proti jugovzhodu, pod Bukovico vstopi reka v sotesko med Lubnikom in Križno goro, teče mimo Stare Loke in se v Škofji Loki združi s Poljansko Soro v Soro.
Večji desni pritoki so Zadnja Sora, Davča, Zadnja in Prednja Smoleva ter Luša, levi pritoki so Štajnpoh, Dašnjica, Češnjica, Selnica, Bukovščica in Moškrinska grapa.

## Opis reke
Selška Sora je glavni vodotok v severnem delu Škofjeloškega hribovja. Izvira kot majhen studenec nad vasjo Zgornja Sorica tik pod cesto proti Petrovemu Brdu, teče skozi vas proti jugu, sprva po plitvi, neizraziti dolini, nato po vse globlji grapi proti jugovzhodu do sotočja z Zadnjo Soro v nadmorski višini ok. 600 m. Ta pritok je sicer daljši in izvira višje na južnem pobočju Lajnarja nad Petrovim Brdom v nadmorski višini ok. 1000 m, vendar velja potok iz Zgornje Sorice za povirni del Selške Sore.
Od sotočja naprej je dolina v glavnem usmerjena proti vzhodu in ima v dnu nekaj deset metrov široko dolinsko dno, nad katerim se vzpenjajo zelo strma pobočja bližnjih hribov, vanjo pa se z obeh strani stekajo kratke, strme grape, mdr. Štajnpoh, Pomerpoh in Pruharca z leve ter Črni potok z južne strani. Pod Zalim Logom se dolina nekoliko razširi, z desne priteče vanjo večji potok Davča, nato pa reka prečka ozek pas odpornejših triasnih apnencev in dolomitov, v katerih se dolina zoži v kratko sotesko, kjer se Selški Sori z desne pridruži Zadnja Smoleva in z leve Plenšak. Dva kilometra dolvodno priteče do prvih hiš v Železnikih, ki so stisnjeni tik ob reko v dnu ozke doline, in teče skoznje skoraj tri kilometre daleč. Na spodnjem koncu mesta pritekata v glavno dolino leva pritoka Dašnjica in Češnjica, pod mestom pa se dolina odpre. Reka se po široki poplavni ravnici prestavlja z ene na drugo stran doline, vsa naselja, razen Dolenje vasi, pa so odmaknjena na nekoliko višje obrobje ali na vršaje pritokov. Ta odsek doline je izdelan v manj odpornih permokarbonskih skrilavih glinavcih, zato je širši, z obeh strani pa iz kratkih grap pritekajo majhni pritoki; večji so le Selnica in Bukovščica z leve in Luša z desne strani.
Pod Bukovico zadene Selška Sora na pas triasnega dolomita, v katerem si je zarezala ozko sotesko (imenovana Soteska), nad katero se na južni strani z zelo strmimi pobočji dviga več kot 600 m višji Lubnik (1025 m). Reka tu v ostrem zavoju zavije proti jugu in teče deloma po živoskalni podlagi. Pri Veštru  se dolina odpre v Ljubljansko kotlino, vendar teče reka še naprej po južnem robu  naplavne ravnice. Malo naprej se na kratko zaje v živoskalni prag, imenovan V Skalcah, na katerem je bila nekoč žaga, zdaj pa manjša hidroelektrarna. Tik pred Škofjo Loko se dolinsko dno ponovno zoži in reka teče skozi mesto po globoki, večinoma skalnati strugi, nad katero se boči starinski Kamniti ali Kapucinski most, nekaj sto metrov niže pa se v slikovitem sotočju pridruži Poljanski Sori.

## Hidronim in etimologija
Po mnenju jezikoslovcev bi lahko hidronim Sora pojasnili na dva načina: po prvem  naj bi ime izviralo iz občne slovanske besede sővьra, ki bi lahko nastala iz glagola sъ-vьrĕti, to pa bi lahko pomenilo privreti, prikipeti (po tej razlagi bi lahko ime reke pomenilo hudournik), lahko pa bi pomenilo tudi skupaj vreti oziroma skupaj se zlivati, kar  se morda nanaša na sotočje obeh Sor v Škofji Loki. Jezikoslovec  F. Bezlaj je bolj zagovarjal drugo razlago, po kateri naj bi ime reke izhajalo iz predslovanskega imena Sarus, to pa iz latinskega vodnega imena Savara.
Reka se imenuje po naselju Selca, ki je zelo stara župnija in je bila v preteklosti lokalno središče po njih imenovane doline (Selška dolina). Poleg imena Selška Sora se uporablja tudi skrajšano ime Selščica in težko je presoditi, katero je 'pravilnejše'. Geograf F. Planina je ob pregledu starih zemljevidov postavil domnevo, da se je v preteklosti ime Sora uporabljalo samo za Selško Soro, medtem ko naj bi Poljansko Soro imenovali Poljanščica. Na zemljevidu Kranjske (Ducatus Carnioliae Tabula Chorographica) iz leta 1744 cistercijanca Ivana Dizme Florjančiča je Selška Sora po nemško imenovana Zeyer Fl(uss), Poljanska Sora pa Polanschiza. Na avstrijskem vojaškem zemljevidu (1763–1787) je podobno: Selška Sora se imenuje  Soura oder (ali) Zeyer Bach, Poljanska Sora pa Pollantschiza oder (ali) Pöllandter Bach. Na zemljevidih druge avstrijske vojaške izmere (1806–1869) je ime  Selške Sore zapisano v obliki Selzacher Zayer B.(ach), Poljanske Sore pa Soura oder (ali) Zayer Bach, na zemljevidih tretje vojaške izmere (1869–1887) pa se reki imenujeta Selzacher Zeier oziroma Pöllander Zeier. V poznejših letih sta se precej enakovredno uporabljali obe imeni (Selška Sora in Selščica), vse do današnjih dni, vendar kaže, da se v zadnjih letih bolj uveljavlja ime Selška Sora, mdr. tudi na državni topografski karti v merilu 1 : 25.000  in na spletnih straneh, npr. na Geopediji.

## Hidrogeografija
Selška Sora ima dinarski dežno-snežni režim z izrazitim prvim viškom pozno jeseni (oktober–december) in drugim viškom spomladi (marec–april). Jesenski višek je posledica dolgotrajnejših jesenskih padavin, ko pade največ dežja prav na alpsko-dinarski pregradi, drugi višek pa je posledica taljenja snega v hribovju in spomladanskih padavin. Zelo izrazit je poletni nižek, ko ima Selška Sora malo vode, zimski nižek je manj izrazit, saj v hribovitem svetu zahodne Slovenije tudi v zimskim mesecih občasno dežuje.
Podobno kot Poljanska Sora je tudi Selška Sora izrazit hudournik, ki pogosto poplavlja najnižje dele poplavne ravnice, občasno pa povzroča tudi veliko škodo, čeprav so vsa naselja, razen Železnikov in Dolenje vasi, odmaknjena na višje dolinsko obrobje. Na vodomerni postaji Vešter so v obdobju 1991–2010 izmerili najnižje pretoke ob poletnih in zimskih nižkih (mdr. 31.8.2003: 0,53 m3/s, 25.8.1993: 0,57 m3/s in 1.2.1993: 0,57 m3/s), največja pretoka v opazovanem obdobju pa ob poplavah 18.9.2007 (352 m3/s) in 6.10.1998 (319 m3/s). Razlika med najmanjšim in največjim pretokom je bila v tem obdobju torej več kot 660-kratna.
Ozko dolinsko dno ob Selški Sori je skoraj v celoti izpostavljeno hudourniškim poplavam. V zgornjem toku do Železnikov je poplavna ravnica ozka, neposeljena in večinoma pod travniki, nekoliko se razširi šele v spodnjem delu Železnikov, kjer je na njej velik del industrijske cone s tovarnami Domel, Niko, Mebor in Alples. Ob reki navzdol je poplavna ravnica spet večinoma v travnikih, na njej je le nekaj novejših objektov, mdr. igrišča športnega društva Selca in nekaj lesne obrti. Ožji pas poplavnega sveta je na obeh straneh reke tudi med Selcami in Bukovico, v soteski pri Praprotnem in dolvodno od soteske na levem bregu med Veštrom in Škofjo Loko.
Najhujša naravna ujma je Selško dolino, predvsem pa Železnike, prizadela 18. septembra 2007. Poplava je nastopila izredno hitro, saj je začelo deževati šele zjutraj, po 9. uri pa so sledili močni nalivi, tako da je v povirnih delih Selške Sore in njenega pritoka Davče ter nekoliko kasneje tudi v Bohinju padlo med 200 in 300 mm dežja. Zaradi velikih strmin in neprepustne podlage so se te vode zelo hitro zlile v potoke in Selška Sora je zlasti med 10. in 12. uro izredno hitro narasla ter ob 13:30 v Železnikih dosegla najvišji vodostaj (551 mm) oziroma pretok ok. 300 m3/s, kar ustreza stoletnim poplavnim vodam.
 Najhuje so bili prizadeti Železniki, zlasti stari del mesta tik ob reki, vključno z zdravstvenim domom ter industrijski objekti na poplavni ravnici, dolina Davče in Zali Log: »Železniki so svojo kataklizmo doživeli med 13. in 14. uro. Izjemno velike količine vode, ki so prihrumele z okoliških gora, so s seboj nosile ogromne količine gramoza, skal, lesa in drugega, so dejansko uničevale vse pred seboj. V Železnike je prihrumel val vode, ki je bil visok od 1,8 do 2 metra. Ljudje so bili toliko prisebni, da so se umaknili v višja nadstropja in to jih je rešilo poškodb in še česa hujšega. Kljub temu je voda v Železnikih odnesla tri človeška življenja. Nek moški je umrl, ko je skušal reševati svoje imetje iz hiše, drugi dve žrtvi pa sta umrli, ko sta skušali reševati svoja avtomobila.« 
Odziv domačinov in reševalcev je bil izredno hiter in učinkovit. Poleg domačih gasilcev in gasilcev iz drugih krajev je hitro priskočila na pomoč tudi vojska, saj je brez pitne vode ostalo več kot 3000 ljudi, večina lokalnih cest je bila zaradi nanosov in zemeljskih plazov neprevoznih, v naslednjih dneh pa se je reševalcem pridružilo še več kot 6000 prostovoljcev iz vse Slovenije, ki so pomagali pri čiščenju in odstranjevanju nanosov. Samo v občini Železniki je škoda na javni infrastrukturi znašala 11, 4 mil. evrov, veliko materialno in gospodarsko škodo so utrpele tudi tovarne in obrtniki ter zasebni lastniki stanovanjskih hiš.

## Kakovost vode
Po podatkih stalnega monitoringa kakovosti voda je Selška Sora tudi v spodnjem toku v dobrem kemijskem in zelo dobrem ekološkem stanju, kar pomeni, da voda ne vsebuje težkih kovin, mineralnih olj ali ostankov pesticidov ter da je v njej polno življenja. Največje naselje v porečju je mesto Železniki, ki je oktobra 2015 dobilo povsem prenovljeno čistilno napravo z zmogljivostjo 4500 populacijskih enot, na katero so priključena tudi sosednja naselja. V ostalih delih porečja prevladuje razpršena poselitev, kjer so tudi še možnosti za zmanjšanje imisij odpadnih voda.

## Ljudje in reka
Struga Selške Sore je sicer še na precejšnji dolžini v razmeroma naravnem stanju, na številnih odsekih pa je spremenjena v enolično, s skalami obloženo korito trapezaste oblike. Takšni posegi so na mnogih mestih nujno potrebni, saj hudourniške vode marsikje ogrožajo ceste in drugo infrastrukturo ter stanovanjske in druge zgradbe v naseljih, vendar je v takšnih strugah hitrost odtekanja visokih voda veliko večja, bistveno pa se zmanjša njena naravna raznolikost. Po katastrofalnih poplavah leta 2007 so bili izvedeni številni novi posegi, mdr. skozi Železnike, v zgornjem toku nad Podroštom, med Dolenjo vasjo in Bukovico itd., ki sicer lokalno preprečujejo razdiralno delovanje hudournikov, ne rešujejo pa velike poplavne ogroženosti Železnikov. Za ureditev tega velikega problema je predvidena izgradnja suhega protipoplavnega zadrževalnika Jesenovec v soteski tik pod izlivom Zadnje Smoleve v Selško Soro, ki bi z 21 m visoko pregrado prek celotne doline zmogel zadržati ok. 1,2 mil. m3 poplavnih voda. Z zadrževanjem poplavne vode bi po izračunih vodarjev sicer zmanjšali pretok 100-letnih voda skozi Železnike s sedanjih 226 m3/s na 160 m3/s, vendar tako velik poseg v gorsko dolino vzbuja tudi številne pomisleke, saj bi temeljito spremenil režim transporta plavja in plavin vse do izliva v Savo in imel še vrsto drugih negativnih učinkov.
V preteklosti je bila Selška Sora zelo pomemben vir vodne energije, ob njej so že v 13. stoletju nastale prve fužine na mestu današnjih Železnikov, poganjala je tudi številne žage in kovačnice ter nekaj mlinov. Na levem bregu reke je bil v Škofji Loki mdr. mlin v lasti uršulinskega samostana, ki ga zgodovinski viri omenjajo že leta 1309. Nekoliko nižje je na desnem bregu reke pod župnijsko cerkvijo na mestu današnje tovarne klobukov Šešir leta 1873 nastala tovarna sukna, v njej pa je takratni lastnik Alojz Krenner leta 1893 namestil prvi generator, ki je dajal elektriko tudi za javno razsvetljavo v Škofji Loki, s čimer je ta postala prvo mesto na Kranjskem z električno razsvetljavo.
Na skalnatem pragu (V skalcah) nad Škofjo Loko je v 19. stoletju stala Balantova žaga in parketarna, po prvi svetovni vojni pa je skupina bogatejših Ločanov zgradila manjšo hidroelektrarno, ki so jo pozneje večkrat povečali in deluje še danes; dve turbini imata skupno instalirano moč 0,28 MW. Nekoliko više je na levem bregu nekdanji Veštrski mlin, ki je zavarovan kot kulturni spomenik.

## Varstvo narave
Selška Sora je v celotnem toku evidentirana kot naravna vrednota, v varstveno območje Natura 2000 pa spada le odsek od izliva Luše do hidroelektrarne Škofja Loka. Na tem odseku so pomembni habitati aktivnih prodišč ter obvodno rastje, v katerem prevladujejo grmovja različnih vrb (Salix sp.) in jelš (Alnus sp.). Tudi drugod je ponekod še ohranjeno bogato obvodno rastje, vendar je bilo na številnih mestih zaradi regulacij uničeno.
Selška Sora je tudi ribolovna reka, v njej mdr. živijo potočna postrv (Salmo trutta), lipan (Thymallus thymallus), klen (Leuciscus cephalus cephalus), navadna mrena (Barbus barbus) in umetno vnešena šarenka (Oncorhynchus mykiss). Zgornji del (od sotočja z Zadnjo Soro do začetka soteske pod Praprotnim) spada v ribolovni revir ribiške družine Železniki, spodnji del od Praprotna do hidroelektrarne pa ribiške družine Sora Škofja Loka.